# 鮎川峻
鮎川 峻（あゆかわ しゅん、2001年9月15日 - ）は、愛知県春日井市出身のプロサッカー選手。Jリーグ・大分トリニータ所属。ポジションはフォワード。

## 来歴
広島ユース出身で2018年に行われた高円宮杯 JFA U-18サッカープレミアリーグでは、ファイナルで得点を決めてチームの優勝に貢献した。
2019年9月1日、サンフレッチェ広島とプロ契約を結んだ。2021年3月21日、第6節の大分トリニータ戦でプロ入り初ゴールを決めた。
2023年7月、大分トリニータへ育成型期限付き移籍。翌2024年も移籍期間を延長し大分に残留。怪我で出場機会が限られ15試合出場に留まったものの3ゴールを記録した。
2024年12月26日、翌2025年シーズンも大分への育成型期限付き移籍期間を延長することが発表された。

## 所属クラブ
- 2007-2013FCフェルボール愛知U12
- 2014--2016FC.フェルボール愛知u15
- サンフレッチェ広島ユース
  - 2019年  サンフレッチェ広島（2種登録選手）
- 2020年 -  サンフレッチェ広島
  - 2023年7月 -  大分トリニータ（育成型期限付き移籍）

## 個人成績
| 国内大会個人成績 | 国内大会個人成績 | 国内大会個人成績 | 国内大会個人成績 | 国内大会個人成績 | 国内大会個人成績 | 国内大会個人成績 | 国内大会個人成績 | 国内大会個人成績 | 国内大会個人成績 | 国内大会個人成績 | 国内大会個人成績 |
| 年度             | クラブ           | 背番号           | リーグ           | リーグ戦         | リーグ戦         | リーグ杯         | リーグ杯         | オープン杯       | オープン杯       | 期間通算         | 期間通算         |
| 年度             | クラブ           | 背番号           | リーグ           | 出場             | 得点             | 出場             | 得点             | 出場             | 得点             | 出場             | 得点             |
| 日本             | 日本             | 日本             | 日本             | リーグ戦         | リーグ戦         | リーグ杯         | リーグ杯         | 天皇杯           | 天皇杯           | 期間通算         | 期間通算         |
| ---------------- | ---------------- | ---------------- | ---------------- | ---------------- | ---------------- | ---------------- | ---------------- | ---------------- | ---------------- | ---------------- | ---------------- |
| 2020             | 広島             | 27               | J1               | 0                | 0                | 0                | 0                | -                | -                | 0                | 0                |
| 2021             | 広島             | 23               | J1               | 19               | 1                | 6                | 1                | 1                | 0                | 26               | 2                |
| 2022             | 広島             | 23               | J1               | 3                | 1                | 0                | 0                | 0                | 0                | 3                | 1                |
| 2023             | 広島             | 23               | J1               | 3                | 0                | 5                | 0                | 1                | 0                | 9                | 0                |
| 2023             | 大分             | 21               | J2               | 14               | 3                | -                | -                | -                | -                | 14               | 3                |
| 2024             | 大分             | 21               | J2               | 15               | 3                | 0                | 0                | 2                | 1                | 17               | 4                |
| 2025             | 大分             | 21               | J2               |                  |                  |                  |                  |                  |                  |                  |                  |
| 通算             | 日本             | 日本             | J1               | 25               | 2                | 11               | 1                | 2                | 0                | 38               | 3                |
| 通算             | 日本             | 日本             | J2               | 29               | 6                | -                | -                | 2                | 1                | 7                |                  |
| 総通算           | 総通算           | 総通算           | 総通算           | 54               | 8                | 11               | 1                | 4                | 1                | 69               | 9                |

- Jリーグ初出場 - 2021年2月27日 J1第1節 ベガルタ仙台戦（エディオンスタジアム広島）
- Jリーグ初得点 - 2021年3月21日 J1第6節 大分トリニータ戦（昭和電工ドーム大分）

## タイトル

### クラブ
サンフレッチェ広島ユース
- 高円宮杯 JFA U-18サッカープレミアリーグWEST（2018年）
- 高円宮杯 JFA U-18サッカープレミアリーグファイナル（2018年）

サンフレッチェ広島
- Jリーグカップ（2022年）

### 個人
- 高円宮杯 JFA U-18サッカープレミアリーグ・MVP（2018年）

## 代表
- U-17日本代表
  - UAEフットボールカップ（2018年）
  - JENESYS2018日メコン U-17サッカー交流大会（2018年）
- U-18日本代表
  - SBSカップ 国際ユースサッカー（2019年）
- U-19日本代表
  - 千葉キャンプ（2020年）
- U-20日本代表
  - 千葉キャンプ（2021年）
- U-21日本代表
  - JFA夢フィールドキャンプ（2022年）
  - ドバイカップU-23（2022年）
- U-22日本代表
  - 第19回アジア競技大会（2023年）